# 天王寺予備校
天王寺予備校（てんのうじよびこう）は、大阪市阿倍野区松崎町にある大学受験（高校生、浪人生）を対象とした学習塾・予備校である。略称は天予備。

## 概要
1953年創立で、京大・阪大・神大・市大などの国公立大学や関関同立のコースを設置。今までの卒業生は7万6000余人。この予備校では、地元の大阪市立大学志望者を対象とした、「市大オープン模試」を実施。
但し、河合塾の天王寺進出など近年、苦戦を強いられている。
2001年大阪府に「専修学校天王寺予備校」廃校申請。
2021年3月に運営を停止。
- 住所：大阪市阿倍野区松崎町2-9-36
  - 最寄り駅：天王寺駅・大阪阿部野橋駅・天王寺駅前駅

## 沿革
- 1953年 - 天王寺予備校設立。高校生クラスの進学教室併設。
- 1955年 - 学校法人を設立。
- 1967年 - 別館を新築し、天王寺英語学院を創立。
- 1969年 - 予備校と英語学院を統合し、「学校法人 天王寺学館」と改称。
- 1971年 - 新館落成、進学教室を進学ゼミナールと改称。
- 1989年 - 「国際アカデミー高等専修学校」創設、「関西外語専門学校日本語学科」開設。
- 1993年 - 「天王寺アカデミー専門学校」を「関西外語専門学校」と改称。
- 1997年 - 天王寺予備校、専修学校として認可。
- 1999年 - 地上7階建の天王寺学館新館完成。
- 2001年 - 芸大・美大コース設置
- 2001年 - 「専修学校天王寺予備校」廃校。「関西外語専門学校 教養一般課程」となる。
- 2002年 - 天王寺学館高等学校開校
- 2022年 - 運営停止